# 阿夸福尔莫萨
阿夸福尔莫萨（義大利語：Acquaformosa），是意大利科森扎省的一个市镇。总面积22平方公里，人口1186人，人口密度53.9人/平方公里（2009年）。ISTAT代码为078001。

## 友好城市
- 法國 蒙索莱米讷